# Valeyrac (Lot)
Valeyrac era una comuna francesa que estaba situada en el departamento de Lot, de la región de Occitania, que en 1806 pasó a formar parte de la comuna de Sarrazac.

## Demografía
La comuna constaba en 1800 con 760 habitantes.